# Merlin (Goldmark)
Merlin ist eine Romantische Oper in drei Akten von Carl Goldmark nach einem Libretto von Siegfried Lipiner. Inspiriert von der Sage des Magiers Merlin, schuf Lipiner eine Handlung zum tragischen Ende Merlins. Die Uraufführung fand am 19. November 1886 in der Wiener Hofoper statt.

## Hintergründe zur Entstehung
Der Sagenkreis um König Artus und seine ritterliche Tafelrunde war besonders für das vom Mittelalter begeisterte 19. Jahrhundert von großem Interesse. Heute vergessene Komponisten schrieben im Umfeld von Richard Wagner „Mittelalteropern“ wie Lancelot und Elaine (Theodor Hentschel), Iwein (August Klughardt), Merlin (Philipp Bartholomé Rüfer), Lancelot (Reinhold Ludwig Herman), König Artur (Max Vogrich). Bekanntere Komponistenpersönlichkeiten wie Ernest Chausson (Le roi Arthus), Isaac Albéniz (Merlin) oder Felix Draeseke (Merlin) waren fasziniert von der Sagenwelt und den mythischen Inhalten längst vergangener Epochen. Je weiter die Industrialisierung und Technisierung der Welt im 19. Jahrhundert voranschritt, umso größer wurde die Suche nach einer anderen Welt, einer Gegenwelt. Neben dem Hang zum Orientalismus und zur Exotik fremder Länder wurden ferne Zeiten in den mittelalterlichen Sagen, Märchen und Mythen zu einem großen Thema. Carl Goldmarks Oper Merlin reiht sich damit in den Zeitgeist des 19. Jahrhunderts ein.
Der Komponist Carl Goldmark hatte sich seine Stellung als Tondichter hart erkämpft. Über 10 Jahre schrieb er an seiner Oper Die Königin von Saba (1875). Er traf den Nerv der Zeit und wurde mit einem Male weltberühmt. Nach dem durchschlagenden Erfolg seiner ersten Oper, die auch musikalisch in die Welt des Orients eintaucht, ließ er sich mit der Komposition seiner zweiten Oper viel Zeit. Diese lange Zeitspanne zeigt sein Streben nach detaillierter Feinarbeit in Komposition und Instrumentation sowie seine rigorose Selbstkritik.

## Hintergründe zur Musik
Wie viele andere Komponisten des 19. Jahrhunderts konnte sich auch Carl Goldmark dem Bannkreis Richard Wagners nicht entziehen. Schon zu Lebzeiten musste er sich den Vorwurf des Epigonentums gefallen lassen. Und tatsächlich ist gerade im Merlin der Einfluss Wagners unverkennbar wie beispielsweise in den großen Monologen von Merlin und Viviane. Das Duett der beiden Protagonisten im zweiten Akt besitzt Wagnersche Dimensionen – die Nähe zu Tristan und Isolde ist unverkennbar. In der Auftrittsmusik des Artus klingen Die Meistersinger von Nürnberg an. Aber auch der verschwenderische Einsatz der Chromatik weist auf den Bayreuther Meister. Nicht zu Unrecht titulierte daher der Wiener Kritikerpapst Eduard Hanslick Goldmark als „Dissonanzenkönig“.
Ohne die Grundstruktur der Nummernoper aufzugeben, dominiert bei Goldmark das durchkomponierte Deklamationsmelos im Sinne Wagners. Im Unterschied zu Wagner verwendet er die Leitmotive jedoch eher als Leitmelodie. Elemente der französischen Grand Opéra sind im Merlin ebenso zu finden wie Anklänge an das italienische Belcanto.
Bereits im Vorspiel gelingt Goldmark durch die aufgefächerten Streicher eine atmosphärische Stimmung. Anklänge an Lohengrin oder Parsifal werden deutlich. Zugleich werden markante Themenschwerpunkte der Oper im Sinne einer Erinnerungsmotivik gesetzt. Die ausgedehnten Vorspiele zum ersten und dritten Akt dienen zugleich der Psychologisierung. Impressionistische Züge atmet der Geisterchor. Eine Meyerbeersche Auftrittsmusik mit folkloristischen Anklängen bildet die Vorstellung des Hofes von König Artus.
Trotz zahlreicher Anklänge an Wagners Kompositionsweise ist es Goldmark dennoch gelungen, sich von seinem Vorbild zu befreien und einen eigenständigen musikalischen Stil und eine individuelle Tonsprache zu entwickeln. Immer wieder überraschen ungewohnte Klangverbindungen und eigenwillige harmonische Rückungen. Die Instrumentation ist von höchster Raffinesse. Der Einsatz des Orchesters erfolgt häufig eher klassisch konturierend als romantisch überbordend. Das Klangideal Beethovens beziehungsweise Mendelssohn-Bartholdys bildet die Grundlage. Dies zeigt sich auch in der Orchestergröße, die mit dreifachem Holz (mit Ausnahme der Fagotte), vier Hörnern, drei Trompeten, drei Posaunen und Tuba kein Riesenorchester fordert. Die bisweilen mehrfach geteilten Streicher bilden die orchestrale Säule. Auffallend ist der kammermusikalische Einsatz der Holzbläser, während die Blechbläser sowohl als kompakte Gruppe als auch als Farbelement verwendet werden.

## Inhalt
Die Handlung spielt in Wales, nahe der Hauptstadt Karleon.

### Erster Akt

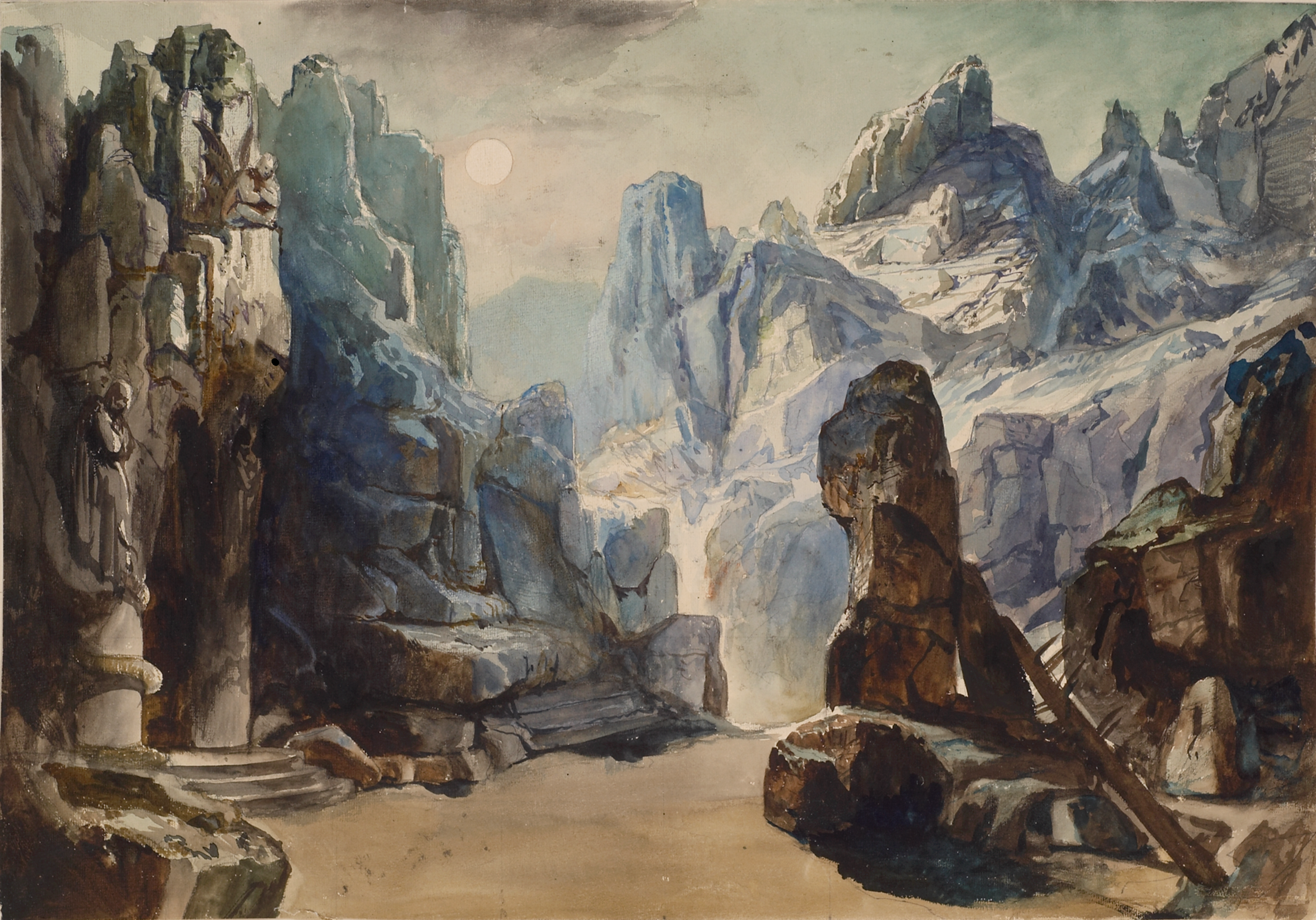
Felsengegend, Bühnenbildentwurf von Hermann Burghart zur Uraufführung am 19. November 1886

Originale Bühnenanweisungen sind immer kursiv: Links schräg im Hintergrunde Artus’ Burg. Hohes Mitteltor, kleine Nebentore. Vor dem Haupttore eine Terrasse. Unterhalb derselben, von blühenden Gebüschen umgeben, ein geschmücktes Zelt. Rechts, gegen den Hintergrund zu, Felsen. In der Perspektive Ausblick auf die Stadt Karleon. Pfingstzeit. Anfangs Morgendämmerung, dann heller Tag.

#### Erste Szene
Lancelot und Glendower tauschen sich aus über den Verlauf der Schlacht. Lancelot ans Tor klopfend:
„Heda, Glendower! Aufgemacht!“, „Lancelot – wie steht die Schlacht?“, „Unseliger Tag!“ und Lancelot berichtet vom schon gewähnten Sieg, stand die Schlacht schlecht aufgrund von Verrat. „Wir sind umgangen, Wir sind verloren, sind gefangen, Rettet uns nichts vor Schmach und Tod. Der Eine, der Retter in jeglicher Not – Wo ist Merlin?“ ruft Lancelot nach Merlin um Hilfe. Dieser erscheint und nimmt sich des Problems an. „Sei ruhig, alles weiß ich schon. Geh’ – und den König sollst Du melden: Fest halt’ er Stand mit seinen Helden. Der hehrste Sieg wird Euch zum Lohn!“ Lancelot dankt und geht.

#### Zweite Szene
Merlin handelt und holt sich Hilfe beim Mächtigen: „Dämon!“ ruft er ihn herrisch herbei, der sofort erscheint: „Hier bin ich!“ „Fort in die Schlacht! Hülle die Sachsen in Wolken und Nacht! Mit Blindheit schlag’ das heidnische Meer! Hell siege das Kreuz!“ weist Merlin den Dämon an, der zähnekrischend gegen seinen Willen folgen muss. „Nein, nimmermehr! Verhaßtes Kreuz! Verwünschtes Joch!“ Doch alles hilft nichts: „Und dienst Du ihm knirschend, so dienst Du doch. Im Namen des Vaters.“ spricht Merlin ruhig. Alles Fluchen hilfts nichts, der Dämon schreitet zur Tat und ruft die Geister, ihm zu Diensten zu sein. Die Geister vollenden ihr Werk.
Der Dämon flucht weiter vor sich hin und sinnt nach Rache. Da ruft er die allwissende Fee Morgana: „Bei dem Quell der Finsternis, der der Erde Schoß zerriß, bei dem siedend heißen Quell, d’raus Du aufstiegst leuchtend hell. Bei der Flut die Dich geboren: Sei beschworen, sei beschworen!“

#### Dritte Szene
Eine heiße, von wallenden Dämpfen umwogte Springquelle scheint aus der Erde hervorzubrechen. Ein feuerroter Glanz ergießt sich von ihr über die Bühne. Aus der Quelle erhebt sich Morgana, ein Diadem auf dem Haupte, in feurig-rotem Gewand, vom grünem Schleier umflattert.
Morgana: „Wer ruft mir?“ „Hör’ mich, Morgana, Königin!“, „Bist Du der Sklave des Merlin?“ fragt Morgana. „Nicht zu höhnen, beschwor ich Dich her!“ beschwert sich der Dämon und bittet nun Morgana, ihm eine Schwäche Merlins zu verraten, damit er ihn besiegen kann. Leider ist Morgana geschwätzig und verrät dem Dämon, dass das Seherauge Merlins geblendet werden kann, jedoch ahnend des kommenden Unheils: „Weh’ Dir, wehe, Held Merlin! […] All Dein Schauen ist dahin, und Dein Seherlicht versinkt.“. Der Schein wird matter und Morgana versinkt langsam. Bezüglich der Schwäche Merlins sagt sie: „Bist Du zum heil’gen Dienst gesendet, hast zu Wonnen Dich gewendet: Denn ein Weib hat Dich geblendet. Weh Dir, wehe, Held Merlin!“ Morgana verschwindet. Triumphierend jauchzt der Dämon: „Ein Weib! Ein Weib! Nun hab’ ich Waff’ und Wehr! Das schönste Weib, – ich sah’s – ich lock es her!“

#### Vierte Szene
Glendower, Mädchen, Frauen, Volk von allen Seiten kommend, gleich darauf Lancelot. Die Rückkehr des Königs wird angekündigt. Er kehrt von der Schlacht zurück und wird vom Volk begrüßt: „Sie nahen, sie kommen: mit blinkender Wehr, mit fliegenden Fahnen, mit hellen Trompeten!“

#### Fünfte Szene
Artus, Gawein, Bedwyr, Modred mit vielen Rittern und Kriegern kommen während des folgenden Chores von der Rechten. Artus Haupt ist mit grünem Eichenkranz geschmückt. Ginevra kommt mit ihren Frauen aus der Burg, von Lancelot geführt. Glendower folgt.
Artus wird vom Volk begrüßt: „Heil dem König! Heil dem Heer! Heil des Tages Glanz und Ehr!“ Artus entgegnet: „Gruß Euch, ihr Guten und frohen Dank! Dank Dir, Du tapfre Tafelrunde, voll Muth und Treue sonder Wank!“ Artus eilt Merlin entgegen: „Merlin, mein Freund! Mein treuer Held!“ Merlin wird darauf sofort wieder tätig und entlarvt Bedwyr als Verräter: „Du warst’s!“ Bedwyr leugnet und beschuldigt Merlin mit dem Teufel im Bunde zu stehen: „In Deinem Aug’ brennt teuflische Glut!“ Merlin fragt ihn ruhig bleibend: „Sei ruhig! Hast Du es getan?“ Er legt ihm beide Hände auf die Schultern: „Blick auf und rede!“ Bedwyr will auf ihn eindringen und blickt dabei unwillkürlich in sein Auge. Das Schwert entfällt ihm: „Ich habs getan!“ – und er sinkt nieder. Das Volk ist tief beeindruckt: „Oh Grauen! Alles ist ihm kund, er blickt in jedes Herzens Grund!“ Artus befiehlt, Bedwyr wegzuführen.
Das Volk preist mit Lobhymnen und Treueschwüren den König: „Wir rufen und heben zum Himmel die Hand: Treue dem König! Treue dem Land!“ Merlin greift begeistert in die Saiten seiner Harfe und singt: „Heil Dir, mein König, Heil und Preis, Du reich an Wunden und Siegen!“ Doch während Merlin erneut zum Lobgesang ansetzt, „Heil Dir, O Tag, Du Siegestag! …“, hört man einen Jagdruf aus dem Hintergrund: „Halali! Halali! Hirschlein fein, streck’ die Bein’, Bogen kommt doch hintendrein; lauf geschwind, wie der Wind, wie ein Hauch, über’n Strauch, Bogen, Bogen läuft ja auch! Halali! Halali! Hirschlein fein, streck’ die Bein’, sieh Dich vor, – schon bist Du mein!“ Es ist Viviane.

#### Sechste Szene
Vorherige. Viviane mit ihren Jungfrauen war während ihres Gesanges, Pfeil und Bogen in der Hand, auf einem Felsen zur Rechten erschienen, jetzt bemerkt sie die Versammlung und rennt mitten auf die Bühne herab. Allgemeine Unruhe.
Stimmen rufen mehrfach durcheinander: „Das Fräulein von der Quelle – die wilde Jägerin –.“ Viviane geht auf Merlin zu: „Merlin! Er ist’s! Ich grüße Dich, Merlin!“ Merlin sieht sie eine Weile schweigend an, dann fragt er sie: „Wer bist Du? Und was suchst Du hier? Hier ist geheiligtes Revier!“ und weist auf den König, vor welchem sich Viviane tief verneigt. Merlin: „Was drängst Du Dich so laut in diesen Kreis?“ Doch Viviane antwortet keck: „Wer Frauengruß nicht zu erwidern weiß, verdient der wohl, daß ich ihm Rede steh? Ein Hirschlein jagt’ ich – oder war’s ein Reh – Ich weiß es nicht mehr – blick mich nicht so an! Das aber weiß ich und ich sag’ Dir’s Mann! Blickst Du noch einmal mir so kalt in’s Auge – so kalt – so hart – wende Dich weg vor mir! Ich weiß nicht, was ich zu vollbringen tauge: Mit diesem Pfeil –“. Mit hastigem Griffe reißt sie den Pfeil aus der Linken und richtet ihn drohend gegen Merlin; plötzlich läßt sie Pfeil und Bogen fallen und blickt ihm entzückt in’s Auge: „Nun lächelst Du, wie mild Du lächeln kannst! Man sagt von Dir, daß Du mit Blicken bannen kannst: Ich glaub’ es wohl –“. Merlin ist von der Schönheit Vivianes getroffen: „Du holdes, wildes Kind!“ Und weiter flirtet Viviane mit ihm: „Blick’ noch einmal so milde, so gelind! So war Dein Blick, da ich zuerst Dich sah.“ „Wann?“ fragt Merlin: „Sahst mich nicht? Ich war Dir doch so nah’!“ Viviane erzählt ihm, dass sie ihn einst mit dem Volke ziehen sah und von seinem milden Blicke gefesselt war: „Da strahlt’ Dein Aug’ so weich, so gnadenvoll! Dann schlich ich fort und wollte fast vergehen, vor Weh, vor Wonne, die mich überquoll!“ Es war offensichtlich: Vivane hatte sich verliebt und will es sich nicht eingestehen: „Still! Still! ich rede wirr, blick’ mich nicht an! Was zwingst Du mir’s aus meiner Seele, Mann?“ Viviane kann nicht anders: „Ich kniete hin, ich kniet’ an meiner Quelle – gleich wie ein Traumbild standest Du vor mir, und ich, – in Tränen kniete ich vor Dir!“ Viviane tritt zurück und bedeckt ihr Antlitz mit den Händen, während sie ihre heftige Erregung mühsam zu bekämpfen sucht. So steht sie, mit dem Antlitz gegen das Gebüsch gewendet, und scheint an dem unmittelbar Folgenden keinen Anteil zu nehmen.
Merlin, der sie unverwandt betrachtet – singt leise mit erzwungener Ruhe: „An welcher Quelle?“ Hier greift Lancelot ein: „Viviane’s Quelle hat sie das Volk genannt – Kennst Du das Weib? Rosans’, des Herzogs, Sproß; der Vater fiel – einsam haust sie im Schloß.“ Doch Viviane kämpft weiter gegen ihre Liebesgefühle trotzig: „Doch wein’ ich nicht – es ist erlogen! Ich weinte nicht! Er zwang mir’s aus der Brust. Was ich nicht wollt’, was ich nicht wußt’!“ Viviane stimmt erneut in ihr Eingangslied ein.
Merlin, der sie unablässig betrachtet hat, ist von ihr entzückt: „Wie schön, o Gott, wie schön Du bist! Hat sich der Himmel aller Huld beraubt und goß er Alles auf ein einzig Haupt?“ Merlin tritt rasch zurück und bedeckt seine Augen, wie über die eigenen Worte erschrocken. Doch er irrt in seiner Annahme, da Viviane nicht vom Himmel sondern vom Dämon geschickt wurde. Artus hingegen ergreift das Wort: „Sei uns gegrüßt, Du holder Gast!“ Merlin ist immer noch tief ergriffen: „Wie fühlt sich doch mein Herz erfaßt! Es sinkt auf mich, wie schwere Last! Welch’ Bangen faßt mir Seel’ und Leib! Bringst Du mir Unheil, holdes Weib?“ Er bekommt dunkle Ahnungen. Selbst Viviane weiß nicht, wie ihr geschah: „O welch’ ein Wahn hat mich erfaßt! Was sprach ich doch in wilder Hast! Ein Schauer strömt mir durch den Leib, bin ein unselig, töricht Weib!“ – und spricht damit eine Prophezeiung aus.
Artus will Merlin ebenfalls einen Kranz auf das Haupt setzen und erwägt Viviane damit zu betrauen. Er reicht ihr den Kranz.
Viviane nimmt den Kranz mit inniger Freude, nähert sich Merlin,
und fordert ihn auf, sein Haupt zu neigen. Er steht starr in sich versunken
da. Sie tritt auf ihn zu und berührt seine Hand.
Da bekommt Merlin dunkle Ahnungen und es bricht aus ihm heraus: „Hinweg! Welch’ Dunkel bricht herein! Schreckliches Gebild’ steiget empor: Unheil hör’ ich – Stimme der Pein, Simme des Hohns gellt mir im Ohr – Kettengeklirr – o schreckliche Macht! Ich sehe nichts mehr – welch tiefe Nacht –“ Merlin wacht wie aus Träumen auf: „Fort, Weib des Unheils! Was suchst Du noch hier? Was zwingst so die Seele mir?“ Merlin ergreift seine Harfe: „Wer rief Dich her? – mit wildem Gesang? Was störest Du meiner Harfe Klang?“ Er beugt sich zur Harfe nieder – ruhig und mild: „O die Du meine Seele labst, die Du mir oft den Frieden gabst, der heiligen Mutter heilig Erbe du, komm, meine Harfe! Fried und Ruh’, töne meinem Herzen zu! Wie ich Dich halt in meinen Händen. Da schläft der Sturm und ruht versöhnt! O töne laut, wie Du noch nie getönt, – mein Lied, mein Lied, ich will es enden!“
Merlin greift heftig in die Harfe, kein Ton erklingt; tiefe Stille; er fährt erschrocken zurück und greift noch einmal: Kein Ton. Er betrachtet die Harfe, will zum dritten Mal greifen; die Hand versagt ihm – mit zitternder Stimme beginnt er sein Lied: „Heil Dir – O Tag! O Siegestag …“. Er zerrt wütend an den Saiten; lange lautlose Stille. Er läßt die Harfe fallen und verhüllt sein Haupt: „Weh’! Mutter, welch Zeichen schickst Du mir?“ Merlin ist geblendet, seine mächtige Harfe ist verstummt. Seiner Seherkraft beraubt kann er seine Geistesblindheit und deren Folgen nicht erkennen.
Viviane nähert sich ihm furchtsam: „Merlin!“ Merlin wehrt sich: „Du bist noch hier? Fort mit Dir! Unheil liegt in Deinen Zügen! Der Böse hat Dich mir gesandt!“ – trifft ihn die Ahnung.
Doch nun ist Viviane durch diese Zurückweisung erbost: „Fort mit den Zaubern, die Dich trügen! Empfange den Kranz von meiner Hand!“ Der ahnungslose Artus versucht zu schlichten: „Der Himmel mag das Böse wenden!“ Artus muntert Merlin auf: „Den Kranz, den ich Dir zuerkannt, knie hin! Empfang’ ihn von der schönsten Hand!“ Merlin fragt: „Von ihr?“ – und weiter heftig zu Viviane: „Von Dir? Nein, nimmermehr!“
Nun lässt Viviane die Maske fallen: „Ja, knie hin! So ist es recht! Knien sollst Du wie ein Knecht! Einst lag’ ich weinend auf den Knien, Nun knie Du, mein Held Merlin! Ha, wie’s mir auf der Seele brennt! – Daß ich Dich ewig bannen könnt’! Daß Du kniest, so lang Du lebst, daß Du Dich nimmermehr erhebst!“ Die Worte des Dämons brechen durch. Merlin wehrt sich: „Fort! Fort! Ich hasse Dich, Teufelin!“
Viviane wird noch wütender: „Ha! Kannst Du hassen, ich kann’s auch, Merlin! […] Leb’ wohl Merlin! Und dieses Tages Glanz. In diesem Zeichen sollst Du ihn begrüßen: Auf Deinem Haupte sollt’ er ruh’n, der Kranz – hier ist der Kranz zu Deinen Füßen!“ Viviane zerreißt den Kranz und wirft ihn Merlin hefig vor die Füße, dann wendet sie sich rasch zum Abgehen. Das Volk ist aufgebracht: „Ha, Frevlerin! Was hast Du gewagt?“
Artus greift erneut ein und wendet sich feierlich zu Merlin: „Der Tag bringt Dir noch höheren Glanz: Ich setze Dir auf’s Haupt den Kranz!“ – er nimmt seinen eigenen Kranz vom Haupt und setzt ihn Merlin auf.
Das Volk und Lancelot preisen den Tag, sie singen von Sieg und Glanz. Modred ist jedoch vom Neid zerfressen: „Wann erscheint der Tag der Macht mir in diesen Landen? Eurer Kränze reiche Pracht, wird noch all’ zu Schanden!“
Das Volk jubelt: „Heil dem König! Heil dem Heer! Heil des Tages Glanz und Ehr!“ Ein großer musikalischer Höhepunkte der Oper wird erreicht.
Viviane erscheint noch einmal auf dem Felsen zur Linken, Pfeil und Bogen in der Hand, und blickt auf die Szene zurück. Merlin ist ganz in sich verloren. Artus ergreift seine Hand und winkt ihm, in’s Schloß zu folgen. Beide wenden sich dem Haupttor zu. Merlins und Viviane’s Blicke treffen sich noch einmal. Zugleich fällt der Vorhang.

### Zweiter Akt

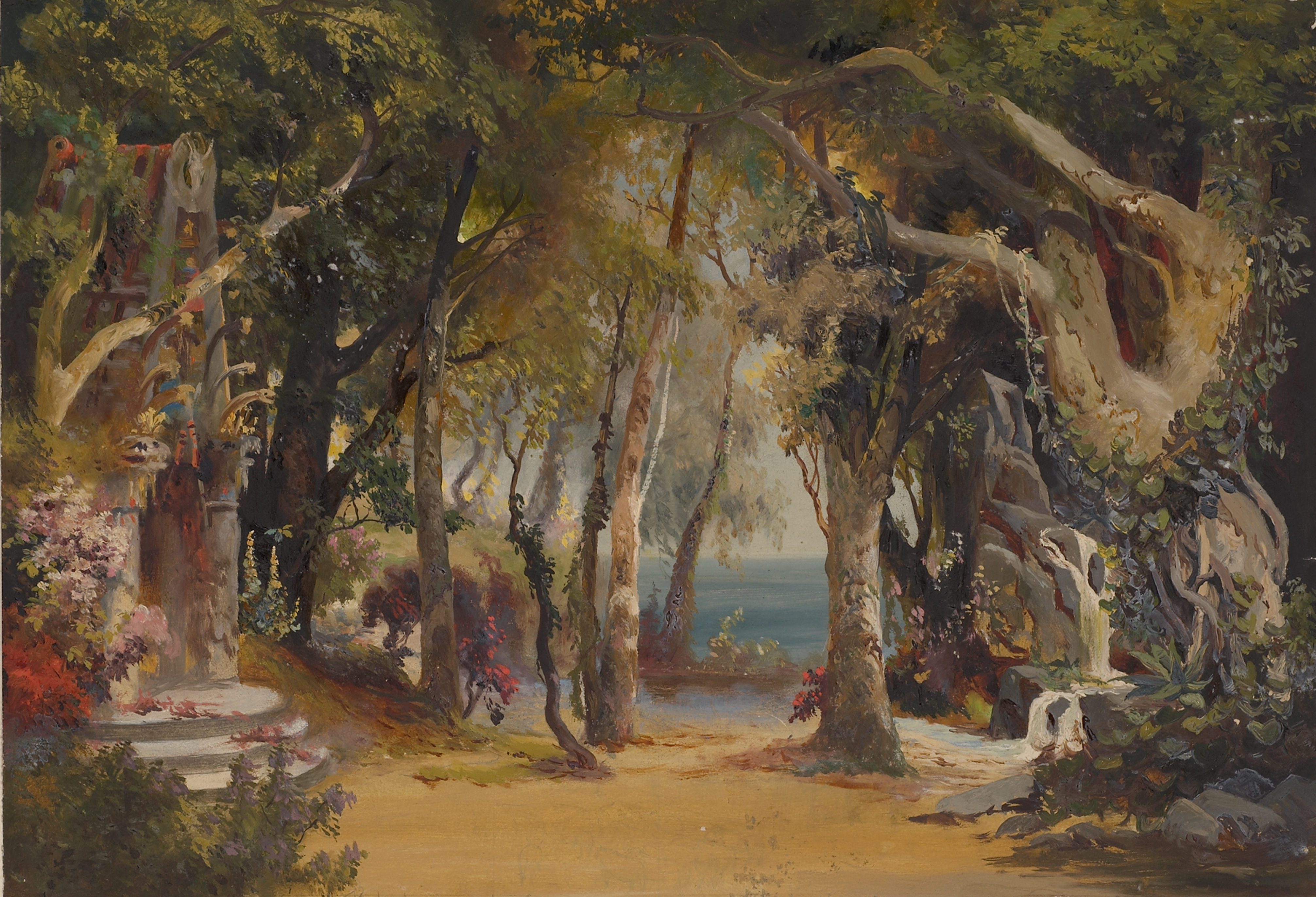
Zaubergarten, Bühnenbildentwurf von Hermann Burghart zur Uraufführung am 19. November 1886

Merlins Zaubergarten. Im mittleren Hintergrunde hohe weitastige Baumgruppen, zwischen denen das nahe Meer schimmert. Rechts hohe Bäume und üppiges Rosengebüsch. Eine Rasenbank, die linke Seite ein wenig durch Laub verdeckt. Links im Vordergrund ein kleiner, reich geschmückter Tempel, zu dem mit Blumen überstreute Stufen hinanführen. An den Tempel grenzend, zieht sich quer nach dem Hintergrunde zu eine kleine rasenartige Anhöhe, bis gegen die Mitte der Bühne, langsam ansteigend. – Sonniger Nachmittag.

#### Erste Szene
Modred, Bedwyr und mehrere Ritter kommen aus dem Hintergrunde. Modred und die Ritter in voller Rüstung; Bedwyr als Mönch verkleidet.
Modred beschwert sich, dass Artur nach neuen Abenteuern suchend wieder unterwegs ist und sich um das Reich nicht kümmert: „Nach Abenteuern fährt er durch die Welt, fern über’m Meer Sinnloses zu beginnen.“. Modred jedoch möchte das Reich für sich haben. Bedwyr an die Schwerter schlagend, noch über den Kerker klagend hält er zu Modred. Modred hat sich mit dem Sachsenkönig vereint und begeht Verrat an seinem König. Bedwyr ruft: „Lang’ lebe Modred! König Modred Heil!“

#### Zweite Szene
Artus, Gawein, Lancelot mit vielen Rittern und Kriegern kommend.
Erschrocken ruft Modred: „Merlin!“ Lancelot tritt an ihn heran: „Du bebst? – Hast Du die Stätte nicht erkannt?“ Artus fordert seinen Neffen Modred auf, in seiner Abwesenheit der Reichsverweser zu sein. Lancelot gebietet Einhalt: „Hör’ mich, mein König! Ritter, hört mich an! Des Reiches Hut vertraust Du diesem Mann. Schon lange acht’ ich sorgsam seines Pfads: Der Arglist zeih’ ich ihn, des Hochverrats!“ Es kommt zum Disput und Lancelot fordert Modred zum Gotteskampf auf. Doch Artus will sich lieber auf das Wort Merlins verlassen: „[…] er wird die Wahrheit nennen. Sein Wort, – sein Blick, er zwingt Dich zu bekennen!“

#### Dritte Szene
Merlin war auf der Anhöhe erschienen und kommt jetzt herab.
Merlin prüft Modred mit seinem Blick und erkennt keine Schuld. Modred ist frei und ihm wird vertraut. Die Ritter und Kämpfer ziehen los: „Zu frohen Kampf wohl auf!“ Merlins Blick war jedoch geblendet, ohne dass er es ahnte. Er konnte Modreds Verrat nicht erkennen.

#### Vierte Szene
Alle außer Merlin gehen ab. Merlin sieht und winkt ihnen nach, dann kommt er herab, tritt vor den Tempel, besteigt einige Stufen, als wollte er eintreten. Dann kommt er zurück und betrachtet ihn stillschweigend eine geraume Weile.
Merlin besingt seinen Tempel: „Mein Heiligtum! O Stätte sel’ger Ruh’ –“. Er sucht nach Ruhe und Frieden, ist er doch noch immer von der Liebe in seinem Herzen gefangen: „Ich kann Dich nicht lassen, ich kann Dich nicht bannen, […], vergebens kämpf ich bittersten Jammer, […], kann Dich nicht bannen: Du süßes Bild!“ Sinnend und träumend geht Merlin links ab.

#### Fünfte Szene
Der Dämon erscheint von rechts: „Sie kommt – sie irrt umher in dumpfem Sinnen, es zieht sie fort mit heimlichen Gewalten, […], daß beide straucheln und zugrunde gehen.“ Viviane kommt von rechts: „Wo bin ich? Verfehlt ich wieder den Pfad?“ Der Dämon, verkleidet als Wanderer, ruft: „Heil, edle Jungfrau!“, „Da ruft es ja!“, antwortet Viviane näher tretend. Der Dämon weckt Vivianes Neugier bezüglich der Halle Merlins. Jedoch weiß sie nicht, dass es Merlins Halle ist, wo ein Altar steht, der mit einem Schleier verdeckt ist: „Was wohl die Halle bergen mag?“ – Viviane will einmal in die Zauberräume hinein, jedoch ist die Halle verschlossen ohne Schloss, sondern mit einem Zauber belegt. Die Pforte gehorcht nur dem Meister (Merlin), verrät der Dämon: „Das Thor erschließt sich nur des Meisters Worte, und dem nur, der den Meister selber zwingt!“ Der Dämon selbst kann nicht hinein. Doch Viviane hat Merlin mit Liebe gebannt und ihr gehorcht die Pforte, als sie bittet: „Ach liebe Pforte, tu Dich auf!“ Viviane traut sich nicht und so geht der Dämon hinein und holt den magischen Schleier heraus. Viviane nimmt ihn: „Wie duftig, wie weich!“ Sie wirft ihn spielend empor, er bleibt schwebend oben und leuchtet. „O wonniges Licht!“ bewundert Viviane ihn. Sie fragt den Dämon nach dem Zauber, doch der Listige verneint. Erstaunt fragt sie: „Und ob’s nicht Unheil schafft?“
Ein unsichtbarer Geisterchor ist zu vernehmen: „Wir kommen aus Kelchen und Kronen und Klüften, aus glitzernden Wellen, aus säuselnden Lüften. Wir kommen, wir folgen dem mächtigen Herrn. Der Holden, der Holden, wir dienen ihr gern!“ Der Dämon tritt ab. Eine Quelle schießt plötzlich zwischen dem Gebüsch hervor, rosige Wolken erheben sich von allen Seiten, die Büsche teilen sich auseinander. Aus den Quellen steigen Wassergeister empor, in grünen Schleiern, glitzernden Gewändern. Aus Wolken herab schweben Luftgeister, geflügelt in weißen wallenden Schleiern. Aus den Felsen und der Erde erscheinen Erdgeister, mit goldenem Geschmeide behängt. Aus den Gebüschen Blumengeister, in bunter Gewandung, mannigfache Blumen darstellend. Am Schlusse, in der Ferne auf der Muschel, von Delphinen gezogen, die Königin der Meerfrauen, von ihren Scharen umschwommen. – Geisterreigen. Merlin kommt.

#### Sechste Szene
Viviane erblickt Merlin und fährt mit einem halbunterdrückten Schrei zurück. Die Geister verschwinden. Der Schleier fällt auf ein Gebüsch nahe im Vordergrunde.
Merlin: „Du? Du? Was willst Du, was suchst Du hier?“ Viviane fasst sich schnell und erwidert, dass sie sich verlaufen hätte von ihren Jungenfrauen und ein dummer Hirt sie fälschlich hierher schickte. Natürlich war dies der Dämon. Sie fragt Merlin nach dem Weg zum Schloss, den Merlin ihr zeigt. Sie verabschiedet sich mit einem Lebewohl. Doch da erblickt Merlin den Schleier, sieht die offenstehende Pforte und wittert Verrat. Viviane hingegen antwortet: „Sie tat sich auf, als ich sie bat.“. Merlin ist verwundert: „Sie tat sich auf – vor Dir? O ewige Macht!“ Merlin erklärt Viviane, dass sie Glück gehabt hatte und klärt sie über die Gefahren des Schleiers auf: „Der tückische Flor in Deiner Hand. Er hat Dir die seligen Geister gebannt, – Doch fasste dich selbst sein Zauber an: Die Sterbliche träf er mit schrecklichstem Bann! Wen ich den Schleier um’s Haupt Dir führte, wenn er Dir nur die Locken berührte: Weh Dir! Die holden Gebüsche versänken um Dich, Felsen umschlössen Dich fürchterlich. Hier lägst Du fest, unrettbar festgebannt. Der Tod nur löst den Bann, der Dich umwand. Und herschest Du auf Höchstem Geisterthron, Du wärst machtlos, aller Geister Hohn. Im Zauber lägst Du, könntest nie entflieh’n – wärst Du auch stark gewesen wie Merlin!“ Viviane fürchtet sich, doch sie ist gerettet. Merlin wird es später bereuen, dass er den Zauber des Schleiers Viviane verraten hat.
Zwischen den beiden entsteht ein widersprüchlicher Liebesdialog, der zwischen Ablehnung und Zuneigung schwankt und letztlich zur Versöhnung führt. Merlin ist Viviane endgültig verfallen. Die Sonne geht unter. Merlin und Viviane sitzen in ruhiger Umarmung da und sehen einander entzückt in’s Auge. Geschrei und Tumult hinter der Szene. Merlin wird gerufen. Stimmen sind zu hören. Der Tumult wächst an. Hereinbrechende Nacht. Der Mond, bald hell leuchtend, bald von Wolken verdeckt. Glendower ruft hinter der Szene: „O schütze mich! Merlin!“

#### Siebente Szene
Glendower und einige Krieger stürzen herein, gleich darauf Modred und Ritter.
Glendower eröffnet Merlin Modreds Verrat. Glendower und die Krieger werden gewaltsam hinweggeführt. Modred und die Ritter treten ab. Noch im Hintergrund ruft Glendower Merlin um Hilfe.

#### Achte Szene
Merlin, der während dieses ganzen Vorgangs starr, keines Wortes mächtig, dagestanden, fährt jetzt auf, taumelt einige Schritte und sinkt an den Stufen des Tempels nieder: „Weh! – Betrogen! Der Fürst durch mich beraubt. Mein Seheraug’ ist mir geraubt. Die Gnade wich von meinem Haupt!“ Nun hat Merlin erkannt, dass er seine Kräfte verloren hat. Viviane tritt furchtsam an ihn heran: „Geliebter!“ Merlin erhebt sich: „Unseliges Weib –“. Er bleibt in Sinnen versunken stehen: „Das also war’s! – Das war der Harfe Mahnung? Das sah mein Aug’ in letzter Seherahnung? Oh Herr, vergib mir meine Schuld! Zu heiligem Dienste hast Du mich gesendet, von allen Sterblichen erhob mich Deine Huld. Und ich, zu eitler Lust gewendet, ich hab mein eig’nes Aug’ geblendet!“ Merlin will büßen und gehen, doch Viviane will ihn nicht verlieren und fleht ihn an zu bleiben. Ihre Verzweiflung schlägt in Wut um: „Ha! Nimmer, nimmer verläßt Du mich!“ Sie nimmt den Schleier.
Viviane hat bei den letzten Worten den Schleier über sein Haupt geworfen. Ein furchtbarer Donnerschlag! Die Szene ist verwandelt. Im Vordergrunde der Tempel, wie früher, sonst öde Felsenlandschaft. Auf dem Felsen, an der Stelle der Anhöhe liegt Merlin, halb aufgerichteten Leibes, mit feurig-glühenden Ketten angeschmiedet. Der Mond leuchtet hell über seinem Haupte. Der Dämon erscheint auf einem Felsen, Merlin gegenüber, mit wildem Lachen. Viviane, die vom Momente der Katastrophe starr vor Entsetzen, wie betäubt, stehen geblieben war, fährt nun beim Lachen des Dämons jäh empor, wendet sich, erblickt Merlin am Felsen und stürzt mit einem erschütternden Schrei zu Boden. Der Vorhang fällt.

### Dritter Akt

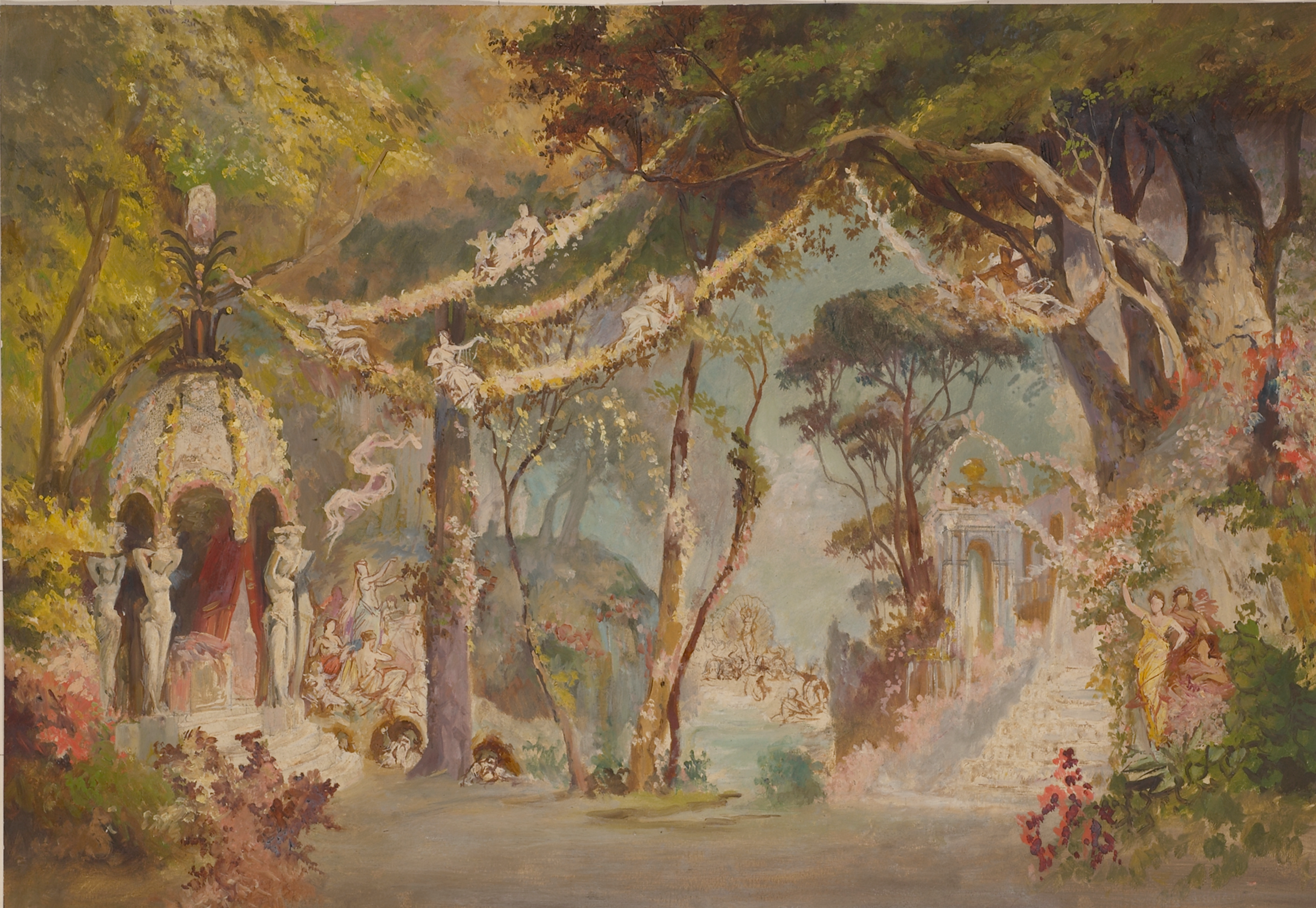
Feerie, Bühnenbildentwurf von Hermann Burghart zur Uraufführung am 19. November 1886

Szene, wie am Schluss des vorigen Aktes. Dichte Wolken verhüllen den Hintergrund, aus dem nur einige spitze Felsenzacken hervorblicken. Im Vordergrund links der Tempel, rechts ein mächtiger Felsblock, der unten eine Art Steinbank bildet. Morgen.

#### Erste Szene
Vivnane am Felsen, rechts, allein, halbliegend. Dumpf und leise: „Graut schon der Morgen? Diese ew’ge Nacht!“
Viviane leidet und ist sich ihrer Schuld bewusst. Sie lehnt das Haupt matt zurück und entschlummert. Morgana steigt in einem hellen Lichtschein herauf und nähert sich ihr langsam.

#### Zweite Szene
Morgana singt: „Aus heil’ger Ruh’ weckt mich die tiefste Klage. Stark, wie kein Zauberruf mir je erklang! Unseliges, holdes Weib! O Fluch dem Tage, da jener Dämon mich zur Botschaft zwang!“ – Morgana gereut es. Viviane macht eine Bewegung nach Morgana hin, lächelt im Traum, und streckt die Arme nach ihr. Viviane singt träumend: „Welch gold’nes Licht! – Und Du, so schön und mild. Wer bist Du, leuchtendes Gebild?“ Sie will sich aufraffen. Morgana, die Hände über sie ausbreitend: „Schlummre, Mägdlein, schlummre fort! Hör’ Morgana’s Seherwort!“ Morgana eröffnet ihr im Traum, wie Merlin von ihr noch zu retten ist: „Liebe, stärker als der Tod, wird des Unheils Mächte zwingen!“ Viviane fragt Morgana, ob sie die unheilvolle Macht nicht bezwingen kann. Doch Morgana, bereits wieder versinkend, singt: „Schauen kann ich – nicht vollbringen. Liebe stärker als der Tod, wird ihm ew’ges Heil erbringen!“ – Morgana versinkt ganz.
Viviane erwacht und sinnt noch über ihren Traum. Vivianens Jungfrauen kommen von der linken Seite. Sie wollen Viviane fortziehen und mit ihr spielen. Viviane sinkt dem Chor der Jungfrauen in die Arme, der sie mit sanfter Gewalt nach der linken Seite wegführt. Die Wolken verziehen sich. Merlin am Felsen wird für eine Weile ganz sichtbar.

#### Dritte Szene
Merlin singt nach einer Pause: „Nun steigst Du herab, Du goldene Pracht! Dort flattert die Lerche jauchzend empor: Nur mich umschweben die Geister der Nacht, höhnender Sang raunt mir in’s Ohr – O weichet, ihr Schatten! O gönnt mir das Licht, verhüllt mir die Strahlen, die tröstenden, nicht!“ Der Geisterchor, in dichten Wolken Merlin umschwebend, singt: „Wir spotten Dein, wir lachen Dein. So hat es der Meister gewollt! Knirschen sollst Du in Jammer und Pein, Dein Knirschen es tönt ihm so hold!“
Lancelot sucht Merlin und ruft nach ihm. Er kommt mit mehreren Rittern und Kriegern von der rechten Seite. Er entdeckt Merlins Stimme. Dieser ist bis an die Brust dicht von den Nebeln umflossen, so dass die Ketten unsichtbar sind. Er singt: „O Tag des Jammers!“
Lancelot eröffnet Merlin, dass die Freiheit der Briten dahin ist und die Sachsen sie besiegt haben. Ein wilder Eber als tückischer Geist blendete sie. Erneut bittet Lancelot Merlin um Hilfe, der Chor der Ritter stimmt mit ein. Doch Merlin ist machtlos, gefesselt und singt: „Allmächtiger! O wär’ ich nie geboren!“ Gawein kommt mit seinen Rittern. Auch er bittet als Gesandter des Königs. Merlin ruft: „Mein Volk! Mein Fürst! – Ha! Ketten! Ketten!“, und er zerrt wütend an den Fesseln. Erneut erbitten alle Merlins Hilfe und wieder schreit dieser wie oben: „Ha, Ketten! Ketten! Höllische Ketten!“ Die Wolken zerstreuen sich und die Ketten werden rotglühend sichtbar. Lancelot, die Ketten erblickend, singt: „In Ketten! – Ha! Was ist gescheh’n!“ Merlin reagiert: „Den Tod! Den Tod!“ Lancelot fordert die Ritter auf: „Kommt, laßt uns geh’n! Stirb hin, mein Fürst! Mein Volk sink hin! So fiel Dein herrlicher Merlin!“ – alle weichen entsetzt zurück. Sie wenden sich zum Abgehen. Merlin ruft verzweifelt ihnen hinterher: „O bleibt doch, bleibt! Herr, hab’ Erbarmen! Seht, ich zersprenge sie mit meinen Armen!“ Merlin versucht wütend, die Ketten zu zerreißen. Merlin will den anderen folgen, doch die Ketten halten. In seiner Not, mit dem Willen sein Volk zu retten, ruft er: „Und wär’ es die Hölle, die mich befreit! Und soll ich verdammt sein in Ewigkeit!“ – Der Dämon, plötzlich mit heftigen Schritten aus dem Hintergrund hervortretend, ruft: „Es sei!“ – Donnerschlag, dichte Finsternis. Lancelot, Gawein und die Ritter wenden sich mit lautem Aufschrei zurück. Der Dämon aus der Finsternis frohlockt: „Mein ist der Sieg! Vollbracht! Vollbracht!“ – er versinkt. Es ist wieder heller Tag. Die Szene ist verwandelt. Merlins Rosengarten ist wie im Zweiten Aufzug. Viviane mit ihren Jungfrauen erscheint links auf der Anhöhe und blickt voll Schrecken um sich. Dann eilt sie auf Merlin zu, der in der Mitte der Bühne bleich, hoch aufgerichtet dasteht. Sie sinkt ihm zu Füßen: „Geliebter Mann!“ – er richtet sie auf: „Mein Weib! O mein geliebtes Weib!“
Merlin will erst nach der blutigen Schlacht Viviane wieder sehen. Es zieht ihn fort in die Schlacht. Er nimmt von einem Krieger ein Schwert und schwingt es hoch: „Mir nach!“ – Viviane und die Jungfrauen bleiben zurück, während alle die Bühne verlassen.

#### Vierte Szene
Viviane singt: „Blüht auf Ihr Felsen! Ihr Büsche erblühet! Denn der Tag der Wonne ist da!“ Sie hat die Tragik nicht erkannt. Die Jungfrauen haben sich freudig um Viviane versammelt. Viviane möchte von ihnen geschmückt werden, sie besingen ihre Schönheit. Viviane erwartet ihren Merlin. Die Jungfrauen singen: „Sie kommen! Sie kommen!“ – „Jauchzet, o jauchzet! Auf! Ihm entgegen! Der Tag der Wonne, der Wonne ist da!“, ruft Viviane. Aus der Ferne kommt ein Trauermarsch immer näher. Viviane ist entsetzt: „Gott! Welche Töne!“ – Artus, Gawein und Lancelot kommen, ihnen folgen Ritter und Krieger. Merlin wird auf einer Bahre getragen. Artus mahnt: „Haltet still an seinem Heiligthum: Sein ist der Sieg, sein ist der Ruhm. Doch unser ist das herbe Leid –“, auf die Bahre deutend: „Um solchen Preis sind wir befreit!“ Viviane, die mit lautem Schrei zurückgefahren war, stürzt jetzt entsetzt auf Merlin: „Weh’, ist er todt – Geliebter – Geliebter!“ – Merlin schlägt die Augen auf: „Mein Weib – Du bist’s – Du holdes Haupt –“, er breitet die Arme aus und erhebt sich langsam, dann umschließt er sie heftig: „Der süße Trost, ist er mir nicht geraubt? […] Laß mich nicht sterben, bleibe bei mir – O halte mich fest: Der Himmel ist bei Dir!“ – Viviane, in Tränen erstickt, fleht: „Du stirbst nicht!“ Doch Merlin ringt weiter mit dem Tod, der unvermeidbar ist: „O Gott, laß mich nicht in Verzweiflung sterben! O sieh, – sieh hin!“ Der Dämon war in einer feurigen Wolke im Hintergrund erschienen: „Auf! Du bist mein!“
Alle sind entsetzt. Merlin, der sich heftig an Viviane klammert, klagt: „Weh! Der Verderber! Er hat mich befreit! In tiefster Pein, ihm hab’ ich mich geweiht!“ Der Dämon wendet sich zu Viviane: „Fort! Elend Weib!“ – doch Viviane entgegnet unerschrocken: „Unhold, rühr’ ihn nicht an! Kämpfst Du mit mir um diesen Mann?“ – der Dämon: „Laß ab von ihm!“
Nun kommen Viviane die Worte Morganas in den Sinn: „Wenn am dunklen Scheidepfad grimmig der Verderber naht: Liebe, stärker als der Tod, wird des Unheils Macht bezwingen, – Liebe, stärker als der Tod – wird in tiefster Herzensnoth ew’ges Heil dem Freund erringen!“ Erneut ruft der Dämon Merlin: „Zu mir!“ – „Hinweg!“ ruft Viviane. Sie zieht einen Dolch und durchsticht sich. Der Dämon wütet: „Fluch Himmel und Erde!“ – und er versinkt. Merlin richtet sich halb auf und streckt, brechenden Auges, wie suchend, die Arme nach Viviane: „O bist Du hier? Wo bist Du? – Geliebte!“ – Merlin sinkt zurück und stirbt. Viviane, an ihm niedersinkend, tröstet: „Bei Dir! Bei Dir!“ Ein Choral (Artus und Chor) beschließt die Oper:
O Heldenkraft, die uns entfliegt,

O Schönheit, die im Staube liegt!

Zum Frieden leite sie hinan,

O Liebe, die du obgesiegt!

## Ersteinspielung auf CD
Die Ersteinspielung der Oper auf CD unter der Leitung von Gerd Schaller mit der Philharmonie Festiva und dem Philharmonischen Chor München in Kooperation mit dem Bayerischen Rundfunk (PH09044, 2009) wurde mit einem Echo Klassik in der Kategorie „Oper 19. Jahrhundert“ prämiert.
Die Aufnahmen erfolgten vom 14. bis 19. April 2009 im Max-Littmann-Saal des Regentenbaus in Bad Kissingen. Die konzertante Aufführung fand am 19. April 2009 im Rahmen des Ebracher Musiksommers statt.
Besetzung
Merlin: Robert Künzli
Viviane: Anna Gabler
Lancelot: Brian Davis
Modred: Daniel Behle
Fee Morgana: Gabriela Popescu
Dämon: Frank van Hove
Artus: Sebastian Holecek
Glendower: In-Sung Sim
Gawein: Michael Mantaj
Bedwyr: Werner Rollenmüller

Philharmonischer Chor München, Einstudierung: Andreas Herrmann
Philharmonie Festiva, Dirigent: Gerd Schaller